# 말랑카우
말랑카우는 롯데웰푸드에서 판매하는 사탕으로 지금은 단종된 롯데 생캔디를 이어서 나온 제품이다. 현재도 시판중이며 주로 가게나 매장에서 판다.

## 맛
- 우유 맛 말랑카우
- 딸기 맛 말랑카우
- 초코 맛 말랑카우
- 야구르트 맛 말랑카우

## 영양분
- 나트륨
- 탄수화물
- 당류
- 지방
- 단백질

## 같이 보기
- 롯데 생캔디
- 캐러멜
- 사탕
- 젤리